# Кырчинбулак
Кырчинбулак (в верховье Шаксгам, в низовье Чонтокай) — река на севере Кашмира, которая в свою очередь является спорной территорий КНР, Пакистана и Индии. Левый приток Яркенда. По договору между Китаем и Пакистаном 1963 года — долина реки в основном перешла в Синьцзян-Уйгурский автономный район; небольшой участок является государственной границей.

## Описание
Берёт начало из ледника на высоте 5310 метров над уровнем моря у перевала Шаксгам. Из этого же ледника, по другую сторону перевала, берёт начало один из истоков Раскемдарьи (Яркенда).
Под именем «Шаксгам» течёт на северо-запад, принимая малые притоки и непосредственно натекающие в долину ледники: Кягир (слева), Сингхи (слева). После перегораживания Шаксгама втёкшими в долину ледниками Урдок и Гашербрум река меняет название на «Кырчинбулак» и течёт на север.
На высоте около 3900 метров, у урочища Шаснумба, Кырчинбулак резко поворачивает на запад, затем на юг, и «выпрямляется» на северо-запад. Здесь река принимает слева первый крупный приток — Талдыбулак (долина Янасугат).
У урочища Шорбулак, на высоте 3370 метров, Кырчинбулак принимает ещё один левый приток — Шингшал.
Вскоре, за отметкой 3310 метров, река сворачивает на север, а затем на северо-восток. Здесь, на высоте 3212 метров в Кырчинбулак слева впадает крупный приток, — Упранг. После его впадения река вновь меняет название на «Чонтокай».
Впадает в Яркенд слева, скорость течения у устья 2 м/с.
В третьей четверти XX века (1976 год), на Шаксгаме в верховье имелось малое озеро Кагылкёль (4909 м нум). Ныне оно полностью исчезло, занесено наносами.